# 外ヶ浜町立蟹田小学校
外ヶ浜町立蟹田小学校（そとがはまちょうりつ かにたしょうがっこう）は、青森県東津軽郡外ヶ浜町蟹田にある公立小学校。

## 概要
- 本校は、外ヶ浜町の旧蟹田町中心部にある。

## 沿革
- 1876年（明治9年）11月15日 - 管轄小学として創立。
- 1885年（明治18年）4月 - 校舎2教室増築。
- 1887年（明治20年）4月 - 蟹田簡易小学校に改称。
- 1888年（明治21年）4月 - 管轄尋常小学校に改称。
- 1895年（明治28年）4月 - 高等科を併置し、蟹田高等尋常小学校に改称。
- 1901年（明治34年）10月27日 - 字蟹田54番1号に5教室の新校舎落成。
- 1904年（明治37年）12月11日 - 外黒山分教場設置。
- 1907年（明治40年）4月 - 校舎6教室に増築。
- 1909年（明治42年）4月 - 教場2教室、体操場増築。
- 1924年（大正13年）12月4日 - 字下蟹田43番2号に新校舎移転増築。
- 1927年（昭和2年）6月21日 - 外黒山分教場廃止。
- 1928年（昭和3年）11月1日 - 外黒山分教場が季節分教場として再設。
- 1935年（昭和10年）4月22日 - 北側校舎2階建6教室増築。
- 1941年（昭和16年）4月1日 - 国民学校令により、蟹田国民学校に改称。
- 1947年（昭和22年）4月1日 - 新学制施行により、蟹田町立蟹田小学校に改称。同日から蟹田中学校併置し、高等科生を中学校に移籍。
- 1955年（昭和30年）1月19日 - 外黒山分校校舎新築落成。
- 1957年（昭和32年）3月22日 - 校旗樹立、校歌制定。
- 1959年（昭和34年）11月15日 - 字下蟹田43番地に新校舎落成。
- 1975年（昭和50年）4月1日 - 外黒山分校が廃校。本校に吸収。
- 1976年（昭和51年）11月15日 - 100周年記念式典挙行。
- 1982年（昭和57年）
  - 4月1日 - 塩越小学校を統合。旧蟹田町全域が学区となる。
  - 6月1日 - 字鰐ヶ渕24番2号（現在地）に新校舎完成。
  - 11月15日 - 校旗・シンボルマーク制定。
- 2005年（平成17年）3月28日 - 外ヶ浜町誕生により、外ヶ浜町立蟹田小学校に改称。
- 2014年（平成26年）9月 - 授業にタブレット端末を導入[1]。
- 2019年（平成31年）4月1日 - 平舘小学校を統合[2][3]。

## 学区
- 外ヶ浜町の旧蟹田町全域。2019年4月1日からは、旧平舘村域全域も学区に含まれる。

## 周辺
- 外ヶ浜町役場（旧：蟹田町役場）
- 名松鍛冶屋の一本松
- 蟹田一本松地区公園
  - 外ヶ浜町蟹田一本松地区公園野球場
- 外ヶ浜町国民健康保険外ヶ浜中央病院
- JR津軽線
- 蟹田川

## アクセス
- JR津軽線蟹田駅から、
  - 西口まで、徒歩約1.1km弱・約16分。
  - 東口まで、徒歩約1.3km弱・約20分。
- 外ヶ浜町営バス「外ヶ浜町役場前」バス停から、徒歩約510m・約7分。
- 外ヶ浜町役場本庁舎まで、徒歩約570m・約8分（敷地は隣接しているが、道路の関係で遠回りとなる）。
- 蟹田港フェリーターミナルから、車で約1.8km・約4分。

## 参考資料
- 『蟹田町史』（蟹田町・1991年10月5日発行）583頁～584頁「第8章 教育・六 小、中学校の沿革」
- 『青森県教育史 別巻』（青森県教育委員会・1973年12月20日発行）「学校沿革 小学校」755頁「蟹田小学校」